# Ernst Dohm
Pour les articles homonymes, voir Dohm.

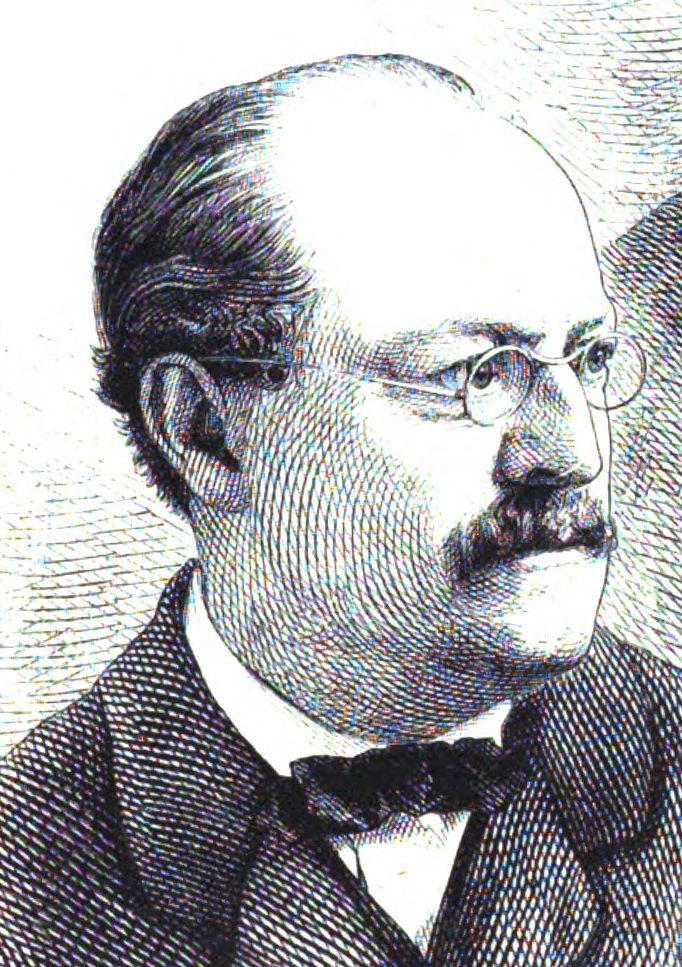
Ernest Dohm, 1867. Graphique par Adolf Neumann.

Friedrich Wilhelm Ernst Dohm (né Elias Levy ; né le 24 mai 1819 à Breslau et mort le 5 février 1883 à Berlin) est un éditeur, écrivain et traducteur prussien.

## Biographie
Elias Levy est le fils d'un marchand. Sa famille est baptisée en 1828 et prend le nom de Dohm, Elias reçoit le nouveau prénom Ernst. Ernst Dohm étudie la théologie et la philosophie à l'Université de Halle, entre autres avec August Tholuck. Après un bref passage comme pasteur, il travaille comme critique littéraire pour divers journaux, dont Der Gesellschafter oder Blätter für Geist und Herz (édité par Friedrich Wilhelm Gubitz (de)) et la Magazin für die Litteratur des Auslandes. Lorsque Kladderadatsch, un magazine politique et satirique, est fondé en l'année révolutionnaire de 1848, Dohm est l'un des premiers employés. Il développe un talent particulier pour la satire politique, principalement habillée de rimes, et est nommé rédacteur en chef en 1849, un an après la fondation du journal.

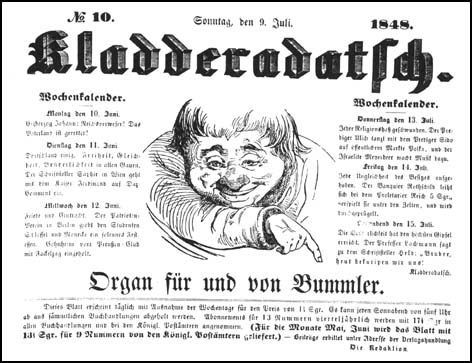
Première page de Kladderadatsch No.10 de 9 juillet 1848

Sous la direction de Dohm, le Kladderadatsch devient l'un des magazines satiriques les plus importants du royaume de Prusse, qui influence également de plus en plus la formation de l'opinion publique. Le magazine alimente une aversion pour l'empereur français Napoléon III, qui finit par déclarer la guerre à la Prusse le 19 juillet 1870. Dans les années 1860, Dohm donne à son magazine une tendance de plus en plus nationale-libérale-conservatrice, qui s'exprime, entre autres, par une évaluation positive du chancelier Otto von Bismarck et une critique de la social-démocratie naissante. D'autre part, la politique économique protectionniste de Bismarck, qui émerge vers 1879, est également considérée d'un œil critique.

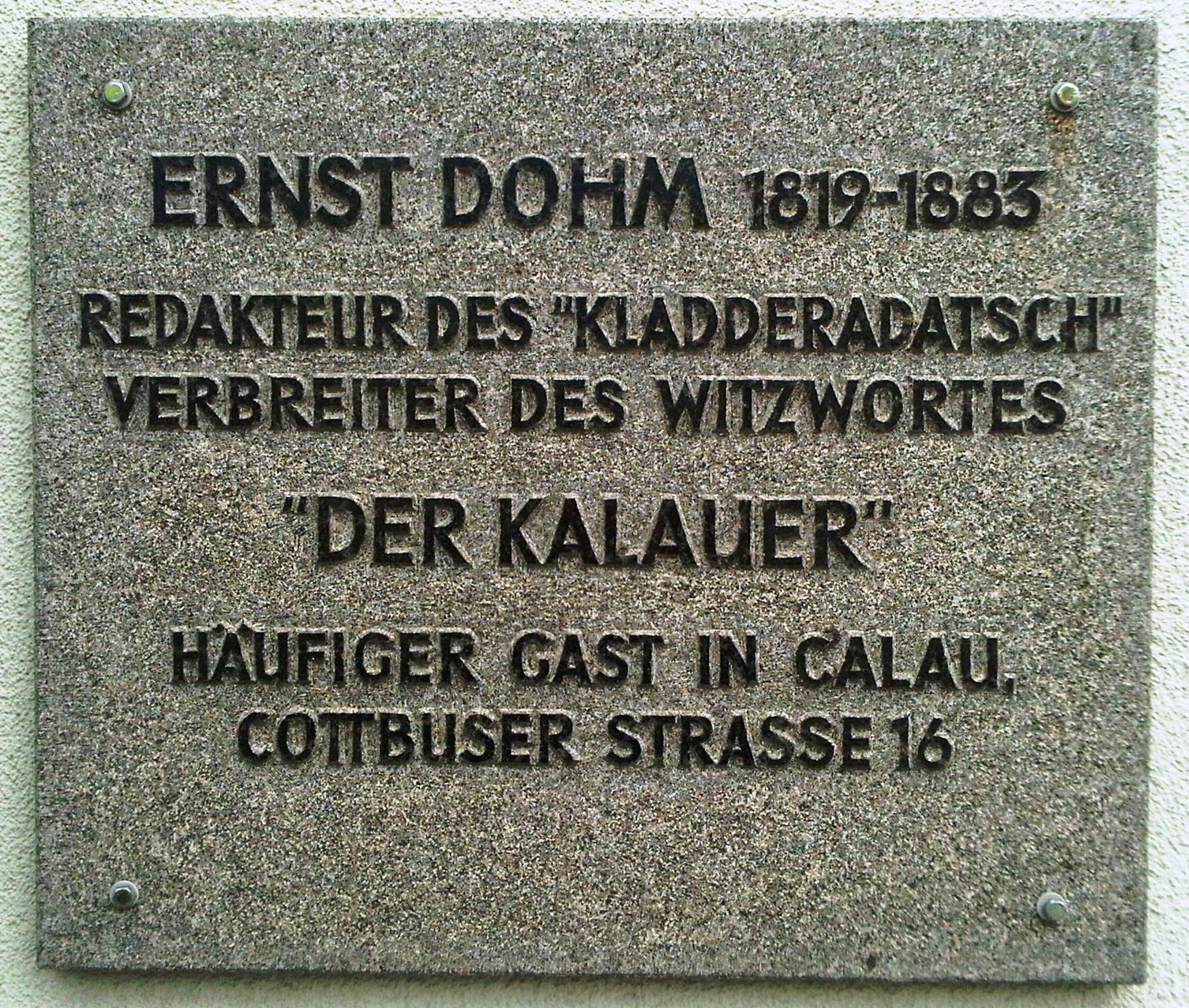
Plaque à Calau

Dohm passe plusieurs vacances dans la petite ville de Calau dans le sud du Brandebourg et publie les jeux de motsparfois crues des cordonniers sous la rubrique "Aus Kalau wird berichtet". Depuis 2011, un circuit de blagues (de) dans la ville mène entre autres à une plaque commémorative qui rappelle ses visites dans la ville et ses mérites pour les jeux de mots.
En plus de son travail pour Kladderadatsch, Dohm publie un certain nombre d'ouvrages indépendants. En 1849, Der Aufwiegler in der Westentasche, un recueil de satires, est publié. Der trojanische Krieg suit en 1864, dans laquelle Dohm décrit de manière satirique la société et la politique de 1850. De plus, Dohm émerge en tant que traducteur. Il transpose plusieurs fables de l'écrivain français Jean de La Fontaine (1621-1695) ainsi que des livrets d'opérettes du compositeur Jacques Offenbach, également d'origine française.
En 1853, Dohm se marie avec l'écrivain et suffragette Hedwig Schlesinger, avec qui il a cinq enfants : Hans Ernst Dohm (1854–1866) ; Hedwig Dohm (1855-1942), qui se marie avec le mathématicien Alfred Pringsheim, Ida Marie Elisabeth Dohm (née en 1856, épouse Rosenberg), Marie Pauline Adelheid Dohm (née en 1858, épouse Gagliardi) et Eva Dohm (née en 1860, épouse Klein, épouse Bondi). Par sa fille Hedwige, il est le grand-père de Katharina "Katia" Pringsheim, épouse de Thomas Mann ; il est mort peu de temps avant sa naissance. Avec sa femme, Ernst Dohm créé un salon littéraire dans la Potsdamer Straße à Berlin. Les réunions, qui ont lieu le lundi depuis le milieu des années 1870, sont surtout appréciées en raison de l'animation populaire et pleine d'humour. Entre autres, Ferdinand Lassalle, Fanny Lewald, Franz Liszt et sa fille Cosima Wagner le fréquentent. Après la mort de Dohm, le salon est poursuivi par sa femme.
Ernst Dohm décèdr en 1883 à l'âge de 63 ans à Berlin. Comme sa femme plus tard, il trouve sa dernière demeure dans l'ancien cimetière Saint-Matthieu à Schöneberg. Sa tombe n'a pas survécu.